# Fumarioideae
Sous-famille
Synonymes
- Corydalaceae Vest[2]
- Fumariaceae DC.[2]
- Hypecoaceae (Prantl & Kundig) Barkley[2]
- Pteridophyllaceae (Murb.) Sugiura ex Nak.[2]

Les Fumarioideae sont une sous-famille de plantes à fleurs dicotylédones de la famille des Papaveraceae (les pavots). Elle était autrefois traitée comme une famille distincte, les Fumariaceae. Elle se compose de plus de cinq cents espèces réparties en une vingtaine de genres et originaires de l'hémisphère nord et d'Afrique du Sud. Le plus grand genre est Corydalis (avec 470 espèces).

## Systématique
Le système APG IV de 2016 (inchangé par rapport au système APG antérieur de 1998, au système APG II de 2003 et au système APG III de 2009) comprend l'ancienne famille des Fumariaceae au sein des Papaveraceae. Le système APG II prévoyait sa ségrégation facultative en tant que famille distincte, mais cette option n'est pas fournie dans le système APG IV actuel ou le système APG III.[réf. nécessaire]
Le NCBI considère que cette sous-famille a été créée en 1836 par le botaniste américain Amos Eaton (1776-1842), dès lors que pour Tropicos elle a pour auteurs Ming Li Zhang (d), Zhi Yun Su (d) et Magnus Lidén (d).

## Liste des genres
Fumarioideae comprend deux tribus, Fumarieae et Hypecoeae, regroupant les genres suivant selon BioLib (25 septembre 2021) :
- genre Adlumia Raf. ex DC.
- genre Capnoides Mill.
- genre Ceratocapnos Durieu
- genre Corydalis DC.
- genre Cryptocapnos Rech.f.
- genre Cysticapnos Mill.
- genre Dactylicapnos Wall.
- genre Dicentra Borkh. ex Bernh.
- genre Discocapnos Cham. & Schltdl.
- genre Ehrendorferia Fukuhara & Lidén
- genre Fumaria L.
- genre Hypecoum L.
- genre Ichtyoselmis Lidén & Fukuhara
- genre Lamprocapnos Endl.
- genre Platycapnos (DC.) Bernh.
- genre Pseudofumaria Medik.
- genre Pteridophyllum Siebold & Zucc.
- genre Rupicapnos Pomel
- genre Sarcocapnos DC.
- genre Trigonocapnos Schltr.